# I Against I
Albums de Bad Brains
Rock for Light
(1983) Live
(1988)
I Against I est le troisième album studio des Bad Brains, sorti en 1986 chez SST Records.
I Against I est de loin l'album des Bad Brains le plus vendu et celui qui a reçu le meilleur accueil de la critique. Rick Anderson juge qu'il s'agit bien du « chef-d'œuvre » du groupe, qu'il est aux Bad Brains ce que London Calling fut à The Clash. Il figure sur la liste 1001 Albums You Must Hear Before You Die. La série canadienne Degrassi : La Nouvelle Génération, qui donne à chacun de ses épisodes le nom d'un hit des années 1980, a nommé l'un de ses épisodes d'après la chanson I Against I. Le clip de la chanson figure dans le documentaire de Paul Rachman, American Hardcore.
Le titre de l'album fait référence à l'expression commune des rasta, I and I (« nous »). L'album est le seul du groupe qui ne contienne pas de reggae.

## Titres
Chansons écrites par Hudson, Jenifer et Miller, sauf annotation contraire.
| No  | Titre                               | Durée |
| --- | ----------------------------------- | ----- |
| 1.  | Intro (Jenifer, Miller)             | 1:02  |
| 2.  | I Against I                         | 2:50  |
| 3.  | House of Suffering (Hudson, Miller) | 2:29  |
| 4.  | Re-Ignition                         | 4:16  |
| 5.  | Secret 77                           | 4:04  |
| 6.  | Let Me Help                         | 2:17  |
| 7.  | She's Calling You (Hudson, Jenifer) | 3:42  |
| 8.  | Sacred Love                         | 3:40  |
| 9.  | Hired Gun                           | 3:45  |
| 10. | Return to Heaven                    | 3:19  |

## Musiciens
- H.R. - chant
- Dr. Know - guitare
- Darryl Jenifer - basse
- Earl Hudson - batterie

## Autres
- Ron St. Germain - producteur
- Phil Burnett - ingénieur
- Patch - mixage
- Anthony Countey - management
- Jesse Henderson - assistant ingénieur à Longview Farm, Worcester, MA
- Bill Ryan - assistant ingénieur à Longview Farm, Worcester, MA
- Eddie Krupski - assistant ingénieur pour mixage à Soundworks, NY
- Dennis Mitchell - assistant ingénieur pour mixage à Soundworks, NY
- Bob Ludwig - Mastering à Masterdisc, NY
- Marcia Resnick - artwork, photographie
- Paul Bacon Studio - calligraphie et développement